# NGC 7508
NGC 7508 é uma galáxia espiral (S) localizada na direcção da constelação de Pegasus. Possui uma declinação de +12° 56' 28" e uma ascensão recta de 23 horas, 11 minutos e 49,2 segundos.
A galáxia NGC 7508 foi descoberta em 13 de Outubro de 1825 por John Herschel.